# Ernst Steinitz (Mediziner)

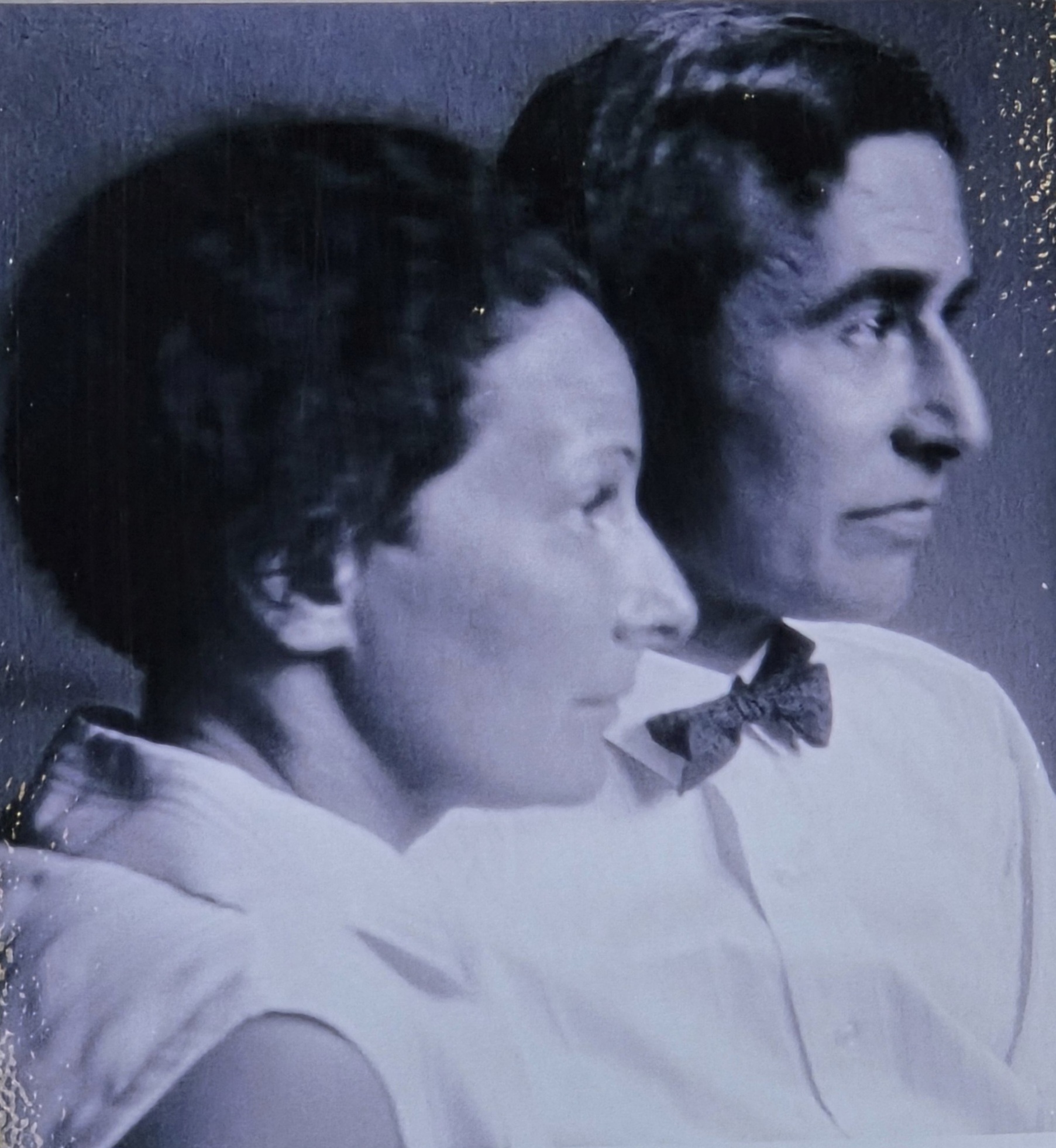
Käte und Ernst Steinitz 1932;
anonym; Sprengel Museum Hannover

Ernst Steinitz (geboren 25. März 1881 in Beuthen/Oberschlesien; gestorben 1. Februar 1942 in New York) war ein deutscher Arzt und Kunstsammler.

## Leben

### Familie
Ernst Steinitz war der Sohn eines Kaufmanns. Der Erfinder Otto Steinitz war sein Bruder. Ernst heiratete 1913 die Malerin und Kunstkritikerin Käte Steinitz, mit der er drei Töchter hatte.

### Werdegang
Ernst Steinitz studierte Medizin und wurde dann in Breslau, Dresden und Berlin tätig. Noch im Deutschen Kaiserreich heiratete er Käthe Traumann, bevor er als Offizier im Ersten Weltkrieg diente. Nach der Geburt seiner ersten Tochter 1915 wurde er 1918 nach Hannover versetzt, um dort als Stabsarzt die Leitung der dortigen Militärlazarette zu übernehmen. Nachdem ihm auch seine Ehefrau nach Hannover gefolgt war, ließ er sich zum 1. Januar 1919 als Facharzt in Hannover nieder und eröffnete eine Praxis in der Georgstraße.
1922 erhielt Ernst Steinitz eine Anstellung als leitender Arzt am Jüdischen Krankenhaus Siloah. Unmittelbar nach der Machtergreifung durch die Nationalsozialisten wurde er jedoch am 31. März 1933 zunächst beurlaubt durch das sogenannte „Gesetz zur Wiederherstellung des Berufsbeamtentums“, im Mai desselben Jahres schließlich entlassen. 1935 emigrierte Steinitz – noch vor seiner Frau und seinen Töchtern – über Holland und Israel in die USA, wo er noch während des Zweiten Weltkrieges 1942 im Alter von 60 Jahren starb.